# 北海學園大學
北海學園大學（日语：／ Hokkai gakuen daigaku）是一所位於日本北海道的私立大學。大学的简称是北海和学園大。

## 概要
北海學園大學的前身可追溯到1885年，作為札幌農學校（今北海道大學）預備校而創建的北海英語學校。該校是北海道歷史最悠久、學生人數最多的私立大學；也是培育出最多北海道企業家的大學。

## 沿革
- 1885年 淺羽靖、大津和多理等人創立北海英語學校。
- 1949年 設立各種學校北海學院。
- 1950年 北海學院停辦，設立北海短期大學。
- 1952年 北海學園大學創立，設經濟學部經濟學科。
- 1953年 設置夜間部。
- 1964年 設置法學部法律學科。
- 1965年 北海短期大學改組為北海學園大學短期大學部。
- 1966年 經濟學部設置經營學科。
- 1968年 於山鼻校區創立工學部，設土木工學科與建築學科。
- 1969年 短期大學部停辦。
- 1970年 開設大學院（經濟學研究科）。
- 1986年 大學院法學研究科設立。
- 1987年 工學部設置電子情報工學科。
- 1991年 大學院工學研究科設立。
- 1993年 設置人文學部。
- 1994年 與學校相連接的地下鐵車站「學園前」啟用。
- 1999年 法學部增設政治學科、大學院文學研究科設立。
- 2000年 大學院經營學研究科設立。
- 2003年 經濟學部改組，設置獨立的經營學部；原經濟學部設地域經濟學科，經營學部設置經營情報學科。
- 2005年 開設法務研究科，土木工學科更名社會環境工學科。
- 2012年 工學部設置生命工學科。

## 組織

### 學部
- 經濟學部
  - 經濟學科
  - 地域經濟學科
- 經營學部
  - 經營學科
  - 經營情報學科
- 法學部
  - 法律學科
  - 政治學科
- 人文學部
  - 日本文化學科
  - 英美文化學科
- 工學部
  - 社會環境工學科
  - 建築學科
  - 電子情報工學科
  - 生命工學科

### 大學院
- 經濟學研究科
  - 經濟政策專攻
- 經營學研究科
  - 經營學專攻
- 法學研究科
  - 法律學專攻
  - 政治學專攻
- 文學研究科
  - 日本文化專攻
  - 英美文化專攻
- 工學研究科
  - 建設工學專攻
  - 電子情報專攻
- 法務研究科（參見法科大學院）

### 附屬機關
- 教務中心
- 學生部
- 職業支援中心
- 入試部
- 附屬圖書館
- 開發研究所

## 相關人物

### 著名校友
- 中村裕之 - 自民黨眾議院議員。
- 伊藤博之（日语：伊藤博之 (実業家)） - 克里普敦未來媒體代表取締役社長，初音未來開發者。
- 似鳥昭雄 - 宜得利代表取締役社長。
- 山瀨功治 - 足球運動員，前日本國家足球隊成員。
- 大泉洋 - 演員、主持人。
- 戶次重幸 - 演員。

## 系列校
- 北海商科大學
- 北海高等學校
- 北海學園札幌高等學校
- 北海學園大學短期大學部（已停辦）
- 北海學園北見短期大學（已停辦）

## 外部連結
- （日語）北海學園大學（页面存档备份，存于）